# Bachelor Professional
Der Bachelor Professional (B.Pro./ B.Pr./ B.P. / B.Prof.) und der Master Professional sind in Deutschland seit dem 1. Januar 2020 zugelassene Bezeichnungen von Fortbildungsabschlüssen, die von allen für die Berufsbildung zuständigen Stellen nach § 3 i. V. m. § 71 Berufsbildungsgesetz BBiG vergeben werden können. Dies betrifft u. a. die Industrie- und Handelskammern, Landwirtschaftskammern sowie die Handwerkskammern, ergänzt durch die Handwerksordnung HWO. Sie sollen die Gleichwertigkeit mit den akademischen Graden sowie die Praxisnähe zum Ausdruck bringen. Ausschließlich für die Absolventinnen und Absolventen einer Meisterprüfung in einem zulassungspflichtigen Handwerk wurde durch § 51 Absatz 2 HWO eine allgemeine Rückwirkung für bereits erfolgreich absolvierte Meisterprüfungen eingeführt. Die neue Abschlussbezeichnung „Bachelor Professional in ...“ darf auch von Personen, die ihre Meisterprüfung vor dem 1. Januar 2020 abgeschlossen haben, geführt werden. Laut Zentralverband des Deutschen Handwerks (ZDH) ist wahlweise ein Tragen des alten Meisterabschlusses oder des neuen Bachelor Professional möglich.
Für alle anderen Abschlüsse, auch bei den Handwerkskammern, gilt: Erworbene Abschlussbezeichnungen bleiben unverändert und solange die jeweilige Fortbildungsordnung nach § 53c f. oder § 54 BBiG nicht die neue Abschlussbezeichnung enthält, erwerben auch die Absolventen nach dem 1. Januar 2020 keine Bachelor-Professional- / Master-Professional-Bezeichnung. Zum Stand der Umsetzung siehe Tabelle oder veröffentlichte Infos bei den zuständigen Stellen.
Für die erworbenen Abschlüsse können nach § 37 Absatz 3 BBiG Zeugnisübersetzungen beantragt werden. Dort, wo es möglich war, wurden im IHK-Bereich auch Übersetzungshilfen der Abschlussbezeichnungen (z. B. Bachelor Professional of ... CCI) erstellt. Der Zusatz CCI steht für Chamber of Commerce and Industry bzw. Chambre de Commerce et d’Industrie, um die Eingrenzung auf die Berufsbildung zu verdeutlichen. Die Übersetzungen sind ausschließlich für den Einsatz im Ausland bzw. zur Verdeutlichung in internationalen Unternehmen gedacht und dürfen in Deutschland nicht als Abschlussbezeichnung verwendet werden. Speziell seitens der Kultusbehörden und Hochschulen wird eine Verwechslungsgefahr mit hochschulischen Abschlüssen gesehen und könnte daher unter den Regelungsbereich des § 132a Absatz 1 Nr. 1 StGB fallen.

## Geschichte
2003 versuchte der Wirtschaftsminister von Nordrhein-Westfalen, Harald Schartau, mit Unterstützung der Kammerorganisationen (Deutscher Industrie- und Handelskammertag, Zentralverband des Deutschen Handwerks), Teilen der Gewerkschaften (IG Metall), der Wirtschaftsministerkonferenz und Fachverbänden (Industriemeisterverband Deutschland) die Bezeichnung oder Übersetzungshilfe Bachelor Professional für den Fachwirt zu etablieren. Eine Begründung dafür war, dass die Bezeichnungen Meister, Fachwirt usw. in der Welt der internationalen Wirtschaft nicht geläufig seien. Das Vorhaben traf auf massiven Widerspruch der Hochschulen, der Kultusministerkonferenz und des Bundesministeriums für Bildung und Forschung und scheiterte anfangs nicht zuletzt an dem Gegenargument, dass im Ausland Berufsausbildung und eine Hochschulbildung klar unterschieden werden und die Bezeichnung daher grob irreführend sei. Dem Fachwirt vergleichbare Abschlüsse wären zudem auch im Ausland bekannt, und zwar als higher professional certification oder higher professional qualification. Trotz des § 132a Abs. 2 StGB, um den sich die Diskussion letztlich dreht, verbreitete sich die Übersetzungshilfe auf Karrierenetzwerken im Internet und wurde dort unbehelligt wie ein akademischer Grad geführt. Auch die IHKs schufen Fakten und verwendeten als öffentlich-rechtliche Einrichtungen die Übersetzungshilfen für ihre Abschlüsse, wodurch über den § 17 StGB eine Strafverfolgung für das Führen der Übersetzungshilfe bereits de facto ausschied. Allerdings erfolgte die Umsetzung nicht einheitlich, da in einigen Bundesländern, bspw. Niedersachsen und Baden-Württemberg, die Aufsichtsbehörden die Verwendung der Übersetzungshilfen Bachelor Professional explizit untersagten. Zugleich wurde es mit dem DQR und den Zuordnungen der Qualifikationen zusammen mit hochschulischen Abschlüsse auf den Ebenen 6 und 7 politisch immer schwieriger darzustellen, warum für berufsbegleitende und duale Studiengänge trotz großer Ähnlichkeit die Abschlussbezeichnung vergeben werden durfte, für die Aufstiegsfortbildungen hingegen nicht.
Ende 2018 erklärte das Bildungsministerium, den „Berufsbachelor“-Abschluss bis 2020 offiziell einführen zu wollen, und zwar 2020 im Rahmen der Reform des Berufsbildungsgesetzes unter der Abschlussbezeichnung „Bachelor Professional“. Die Hochschulrektorenkonferenz sowie der Verein Deutscher Ingenieure (VDI) meldeten Proteste an und warnten vor der Gefahr der Verwechslung mit den international anerkannten akademischen Abschlüssen Bachelor und Master. Auch der Bundesrat lehnte den Vorstoß zunächst ab, Bezeichnungen einzuführen, die ähnlich wie die Hochschulabschlüsse lauten, und zwar in allen diskutierten Varianten. Trotz bis zuletzt lauter Proteste der Hochschulen und einer kritischen Würdigung durch eine Protokollerklärung der Länder Bremen, Berlin, Hamburg und Baden-Württemberg zu Top 14 „Gesetz zur Stärkung und Modernisierung der beruflichen Bildung“ der 983. Sitzung des Bundesrates, beschloss dieser am 29. November 2019 u. a. die Einführung der Abschlüsse „Bachelor Professional in“ und „Master Professional in“ zum 1. Januar 2020.

## Zuordnung
Der Deutsche Qualifikationsrahmen DQR ist ausschließlich ein Transparenzinstrument und hat keine Rechtsgrundlage. Daher gibt es keine unmittelbare Verbindung zwischen einem DQR-Niveau und den neuen Abschlussbezeichnungen. Zugleich bilden die acht Niveaustufen des DQR die deutsche Bildungssystematik einschließlich allgemeinbildender, hochschulischer und beruflicher Abschlüsse ab. Insofern greifen die §§ 53b ff. BBiG die Systematik der Fortbildungsabschlüsse auf, so dass Fortbildungen, welche dem Deutschen Qualifikationsrahmen (DQR)/EQR-Niveau 6 zugeordnet sind, für die Abschlussbezeichnung Bachelor Professional und die Abschlüsse des DQR-Niveau 7 für die Abschlussbezeichnung Master Professional in Frage kommen.

## Rechtliche Grundlage
Die einzelnen Abschlussbezeichnungen werden in den Fortbildungsordnungen des Bundes sowie in den Fortbildungsprüfungsregelungen der zuständigen Stellen festgelegt. Die rechtliche Grundlage für den Bachelor Professional ist § 53c BBiG, für den Master Professional § 53d BBiG.
Die unterschiedlichen Ausführungen der Abschlussbezeichnungen, mal durchgehend Englisch, mal gemischt mit Deutsch, wird auf die Initiative des BMJV zurückgeführt, die eine Abweichung von der deutschen Amtssprache nur akzeptieren, wenn die Absolventen sich in einem internationalen Umfeld bewegen und auf diese Weise sich auch in einem internationalen Wettbewerbsfeld mit den Absolventen anderer Länder befinden, wie bspw. bei den weltumspannenden Einkaufsprozessen beim Fachwirt für Einkauf in Abgrenzung zu der nationalen Rechnungslegung und dem Jahresabschluss nach HGB bei den Bilanzbuchhaltern. Da einige Begriffe, wie bspw. Marketing, bereits eingedeutscht sind, bleibt die Trennung unscharf.

## Beispielhafte Übersicht von Abschlussbezeichnungen
| Bestehende Abschlussbezeichnungen                                                            | Übersetzung der bestehenden Abschlussbezeichnung in Englisch                 | Neue Abschlussbezeichnungen nach neuer Fortbildungsordnung  |
| -------------------------------------------------------------------------------------------- | ---------------------------------------------------------------------------- | ----------------------------------------------------------- |
| Geprüfte/-r Betriebswirt/-in                                                                 | Master Professional of Business Management (CCI)                             | Master Professional in Business Management                  |
| Geprüfte/-r Fachwirt/-in für Außenwirtschaft                                                 | Bachelor Professional of Foreign Trade (CCI)                                 | Bachelor Professional in Foreign Trade                      |
| Geprüfte/-r Bilanzbuchhalter/-in                                                             | Bachelor Professional of Accounting (CCI)                                    | Bachelor Professional in Bilanzbuchhaltung                  |
| Geprüfte/-r Fachwirt/-in für Einkauf                                                         | Bachelor Professional of Purchasing (CCI)                                    | Bachelor Professional in Procurement                        |
| Geprüfte/-r Fachwirt/-in für Energiewirtschaft                                               | Bachelor Professional of Energy Industry Management (CCI)                    | Bachelor Professional in Energiewirtschaft                  |
| Geprüfte/-r Fachwirt/-in Güterverkehr und Logistik                                           | Bachelor Professional of Goods Traffic and Logistics (CCI)                   | Bachelor Professional in Transport Management and Logistics |
| Geprüfte/-r Fachwirt/-in für Logistiksysteme                                                 | Bachelor Professional of Logistics Systems (CCI)                             | Bachelor Professional in Logistiksysteme                    |
| Geprüfte/-r Fachwirt/-in für Marketing                                                       | Bachelor Professional of Marketing (CCI)                                     | Bachelor Professional in Marketing                          |
| Geprüfte/-r Medienfachwirt                                                                   | Bachelor Professional in Media (CCI)                                         | Bachelor Professional in Media                              |
| Geprüfte/-r Industriemeister/-in Fachrichtung Printmedien                                    | Bachelor Professional of Print Media Technology and Management (CCI)         | Bachelor Professional in Print                              |
| Geprüfte/-r Meister/-in Medienproduktion Bild und Ton                                        | Bachelor Professional of Media Production, Sound and Vision (CCI)            | Bachelor Professional in Medienproduktion Bild und Ton      |
| Geprüfte/-r Meister/-in für Veranstaltungstechnik                                            | Bachelor Professional of Event Technology (CCI)                              | Bachelor Professional für Veranstaltungstechnik             |
| Geprüfte/-r Bankfachwirt/-in                                                                 | Bachelor Professional of Banking (CCI)                                       |                                                             |
| Geprüfte/-r Fachwirt/-in für Büro- und Projektorganisation                                   | Bachelor Professional of Office and Project Organisation (CCI)               |                                                             |
| Geprüfte/-r Fachwirt/-in für Finanzberatung                                                  | Bachelor Professional Financial Advisor (CCI)                                |                                                             |
| Geprüfte/-r Fachwirt/-in für Versicherungen und Finanzen                                     | Bachelor Professional of Insurance and Finance (CCI)                         |                                                             |
| Geprüfte/-r Floristmeister/-in                                                               | Bachelor Professional of Floristry Management (CCI)                          |                                                             |
| Geprüfte/-r Gestalter/-in Fachrichtung Schmuck und Gerät                                     |                                                                              | Bachelor Professional in Gestaltung                         |
| Geprüfte/-r Fachwirt/-in im Gesundheits- und Sozialwesen                                     | Bachelor Professional of Health and Social Services (CCI)                    |                                                             |
| Geprüfte/-r Handelsfachwirt/-in                                                              | Bachelor Professional of Trade and Commerce (CCI)                            |                                                             |
| Geprüfte/-r Immobilienfachwirt/-in                                                           | Bachelor Professional of Real Estate Management (CCI)                        |                                                             |
| Geprüfte/-r Industriefachwirt/-in                                                            | Bachelor Professional of Management for Industry (CCI)                       |                                                             |
| Geprüfte/-r Industriemeister/-in – Fachrichtung Papiererzeugung                              | Bachelor Professional of Paper Production and Management (CCI)               |                                                             |
| Geprüfte/-r Industriemeister/-in Fachrichtung Chemie                                         | Bachelor Professional of Chemical Production and Management (CCI)            |                                                             |
| Geprüfte/-r Industriemeister/-in Fachrichtung Elektrotechnik                                 | Bachelor Professional of Electrical Technology and Management (CCI)          |                                                             |
| Geprüfte/-r Industriemeister/-in Fachrichtung Kunststoff und Kautschuk                       | Bachelor Professional of Plastics and Rubber Production and Management (CCI) |                                                             |
| Geprüfte/-r Industriemeister/-in Fachrichtung Mechatronik                                    | Bachelor Professional of Mechatronics (CCI)                                  |                                                             |
| Geprüfte/-r Industriemeister/-in Fachrichtung Metall                                         | Bachelor Professional of Metal Production and Management (CCI)               |                                                             |
| Geprüfte/-r Industriemeister/-in Fachrichtung Optik                                          | Bachelor Professional of Optic Production and Management (CCI)               |                                                             |
| Geprüfte/-r Industriemeister/-in Fachrichtung Pharmazie                                      | Bachelor Professional of Pharmaceutical Production and Management (CCI)      |                                                             |
| Geprüfte/-r Industriemeister/-in Fachrichtung Textilwirtschaft                               | Bachelor Professional of Textile Production and Management (CCI)             |                                                             |
| Geprüfte/-r Informatiker/-in                                                                 | Master Professional of IT Technical Engineering (CCI)                        |                                                             |
| Geprüfte/-r IT-Berater/-in                                                                   | Bachelor Professional of IT Business Consulting (CCI)                        | Bachelor Professional in IT                                 |
| Geprüfte/-r IT-Entwickler/-in                                                                | Bachelor Professional of IT Systems Management (CCI)                         | Bachelor Professional in IT                                 |
| Geprüfte/-r IT-Ökonom/-in                                                                    | Bachelor Professional of IT Marketing Management (CCI)                       | Bachelor Professional in IT                                 |
| Geprüfte/-r IT-Projektleiter/-in                                                             | Bachelor Professional of IT Business Management (CCI)                        | Bachelor Professional in IT                                 |
| Geprüfte/-r Logistikmeister/-in                                                              | Bachelor Professional of Logistics (CCI)                                     |                                                             |
| Geprüfte/-r Meister/-in für Kraftverkehr                                                     | Bachelor Professional of Transport Management (CCI)                          |                                                             |
| Geprüfte/-r Personalfachkaufmann/-frau                                                       | Bachelor Professional of Human Resources Management (CCI)                    |                                                             |
| Geprüfte/-r Taucher/-in                                                                      | Bachelor Professional of Diving (CCI)                                        |                                                             |
| Geprüfte/-r Technische/-r Betriebswirt/-in                                                   | Master Professional of Technical Management (CCI)                            |                                                             |
| Geprüfte/-r Technische/-r Fachwirt/-in                                                       | Bachelor Professional of Technical Management (CCI)                          |                                                             |
| Geprüfte/-r Verkehrsfachwirt/-in                                                             | Bachelor Professional of Transport Management (CCI)                          |                                                             |
| Geprüfte/-r Wirtschaftsfachwirt/in                                                           | Bachelor Professional of Business (CCI)                                      |                                                             |
| Geprüfte/-r Wirtschaftsinformatiker/-in                                                      | Master Professional of IT Business Engineering (CCI)                         |                                                             |
| Geprüfte/-r Polier/in                                                                        | Bachelor Professional of Construction Site Management (CCI)                  |                                                             |
| Kraftfahrzeugtechnikermeister/-in                                                            | Bachelor Professional of Vehicle Technician Trade (CCI)                      | Bachelor Professional in Kraftfahrzeugtechniker-Handwerk    |
| Staatlich geprüfte/r Erzieher/in                                                             |                                                                              | Bachelor Professional in Sozialwesen                        |
| Staatlich geprüfter Betriebswirt                                                             | Bachelor Professional of Business Management                                 | Bachelor Professional in Wirtschaft                         |
| Maler- und Lackieremeister                                                                   |                                                                              | Bachelor Professional im Maler- und Lackiererhandwerk       |
| Heilerziehungspfleger (Staatlich anerkannter)/Heilerziehungspflegerin (Staatlich anerkannte) | Bachelor Professional in Sozialwesen (BPSW)                                  |                                                             |
| Geprüfte/r Aus- und Weiterbildungspädagogin/-pädagoge                                        | Bachelor Professional of Human Resource Services Management (CCI)            |                                                             |
| Geprüfte/-r Berufspädagoge/-in                                                               | Master Professional of Vocational Training (CCI)                             |                                                             |

## Situation in der Schweiz
In der Schweiz werden die Titel Professional Bachelor und Professional Master als Studienabschlussbezeichnung der höheren Berufsbildung uneinheitlich von verschiedenen Institutionen verliehen, sie sind dabei nicht national anerkannt.
Der Schweizer Nationalrat Matthias Aebischer forderte 2020 in seiner Motion Titeläquivalenz für die Höhere Berufsbildung die Titel Professional Bachelor und Professional Master. Swissuniversities lehnt die Titel Professional Bachelor und Professional Master ab. Die bundesdeutschen „Bachelor Professional und Master Professional für höhere Berufsabschlüsse (Meister) [seien] eine Ausnahme“; „der vom Bundesrat eingeschlagene Weg mit der Zuordnung der Berufsbildungsabschlüsse in den Schweizer Nationalen Qualifikationsrahmen für die Berufsbildung und den englischen Übersetzungen der Abschlüsse [weise] in die richtige Richtung“.

## Belege
1. ↑  Universität für Weiterbildung Krems: Informationen zur Weiterbildungsreform. Abgerufen am 16. Dezember 2023.
2. ↑  Universität für Weiterbildung Krems: Informationen zur Weiterbildungsreform. Abgerufen am 16. Dezember 2023.
3. ↑  Bundesrat beschließt „Berufsbachelor“. 29. November 2019, abgerufen am 16. Juni 2021.
4. 1 2  
"Bachelor Professional" und „Master Professional“. Abgerufen am 16. Juni 2021.
5. ↑  
Anna-Maja Leupold: Sind alle Handwerksmeister jetzt Bachelor Professional? In: handwerk.de. 19. Januar 2021, abgerufen am 14. August 2021.
6. ↑  Miriam Olbrisch: Ausbildung: Karliczek will die Ausbildung in Deutschland komplett verändern – Job & Karriere. In: Spiegel Online. 8. November 2018, abgerufen am 17. April 2020.
7. ↑  Bundesregierung: Berufsbilungsgesetz Referententwurf. (PDF) In: bmbf.de. Bundesregierung, 13. Mai 2019, archiviert vom Original (nicht mehr online verfügbar) am 27. Mai 2019; abgerufen am 27. Mai 2019.  Info: Der Archivlink wurde automatisch eingesetzt und noch nicht geprüft. Bitte prüfe Original- und Archivlink gemäß Anleitung und entferne dann diesen Hinweis.
8. ↑  HRK und VDI kritisieren erneut „Berufsbachelor“. 15. Oktober 2019, abgerufen am 16. Juni 2021.
9. ↑  HRK warnt BMBF vor "Berufsbachelor", auf forschung-und-lehre.de
10. ↑  Bundesrat lehnt "Berufsbachelor" und "Berufsmaster" ab, auf forschung-und-lehre.de
11. ↑  983. Sitzung des Bundesrates, auf bundesrat.de
12. ↑  "Bachelor Professional" für Handwerksmeister kommt, Süddeutsche Zeitung vom 29. November 2019
13. ↑  Novellierung des Berufsbildungsgesetzes (BBiG), auf bmbf.de
14. ↑  Übersetzungshilfen von IHK-Fortbildungsprüfungen. (PDF) IHK Nord Westfahen, archiviert vom Original (nicht mehr online verfügbar) am 24. Juni 2021; abgerufen am 20. Juni 2021.  Info: Der Archivlink wurde automatisch eingesetzt und noch nicht geprüft. Bitte prüfe Original- und Archivlink gemäß Anleitung und entferne dann diesen Hinweis.
15. ↑  Fachakademie für Sozialpädagogik Maria Stern Augsburg. Abgerufen am 15. Oktober 2023.
16. ↑  Malche
17. ↑  Sekretariat der ständigen Konferenz der Kultusminister der Länder in der Bundesrepublik Deutschland (Hrsg.): Dokumentation der Kultusministerkonferenz 
über landesrechtlich geregelte Berufsabschlüsse an Fachschulen
(Veröffentlichung des Ausschusses für Berufliche Bildung vom 10.06.2022). 10. Juni 2022, S. 50.
18. ↑  Heilerziehungspfleger (Staatlich anerkannter)/Heilerziehungspflegerin (Staatlich anerkannte) - Bachelor Professional in Sozialwesen. Abgerufen am 16. Dezember 2023.
19. ↑  Titeläquivalenz für die höhere Berufsbildung. Motion von Matthias Aebischer, 5. März 2020.
20. 1 2  Professional Bachelor - Positionierung swissuniversities. In: Swissuniversities, 2. Dezember 2020.